# 43 př. n. l.

## Události
- Lucius Munatius Plancus zakládá v Galii město Lugdunum, pozdější Lyon
- proběhla bitva u Mutiny ve které se střetly jednotky Marca Antonia s jednotkami Gaia Vibia Pansy Caetroniana a Aula Hirtia

## Narození
- 20. března – Publius Ovidius Naso († 17 n. l.) – římský básník[1]

## Úmrtí
- 7. prosince – Marcus Tullius Cicero (* 3. ledna 106 př. n. l.) – římský řečník, politik a spisovatel[2]
- Antipatros Idumejský (* asi 100 př. n. l.) – otec Heroda Velikého[3]
- Atia Balba Caesonia (* 85 př. n. l.) – neteř Julia Caesara a matka císaře Augusta
- Decimus Iunius Brutus Albinus (* mezi 85 př. n. l. až 81. př. n. l.) – římský státník[4]
- Decimus Laberius (* asi 105 př. n. l.) – římský aristokrat a spisovatel[5]
- Quintus Tullius Cicero (* 102 př. n. l.) – římský politik a vojevůdce

## Hlavy států
- Parthská říše – Oródés II. (58/57 – 38 př. n. l.)[6]
- Egypt – Ptolemaios XV. Kaisarion Filopatór Filométor (44 – 30 př. n. l.) + Kleopatra VII. (doba vlády 51 př. n. l. – 30 př. n. l.)[7][8]
- Čína – Juan-ti (dynastie Západní Chan)